# Klamra (album)
Klamra – piąty album zespołu Chanel. Był to pierwszy album wydany przez zespół po 15 latach przerwy. Wydawcą było Folk S.C.

## Spis utworów
1. „Chwila wspomnień” (3:49)
2. „Jak mnie żegnałaś” (3:50)
3. „Gorące lato” (3:34)
4. „Szalona miłość” (3:47)
5. „Zostań ze mną” (4:22)
6. „Kocha się raz” (3:58)
7. „W rytmie reage” (3:29)
8. „Dziewczyna z dyskoteki” (4:33)
9. „Pamiętaj że” (3:50)
10. „Trudno jest zapomnieć” (3:49)
11. „Słodkie usta” (3:37)
12. „Tylko ty” (3:40)
13. „Zimowy dzień” (3:39)
14. „Ukraina (hej sokoły)” (4:34)
15. „Disco Chanel Mix” (6:42)

- 1-13,15 muzyka i słowa: Bogusław Rosłon, Waldemar Żukowski i Łukasz Niedźwiadek
- 14: muzyka i słowa: tradycyjne

## Muzycy
- Waldemar Żukowski – gitara elektryczna śpiew
- Bogusław Rosłon – gitara basowa śpiew
- Łukasz Niedźwiadek – instrumenty klawiszowe